# Joseph-François Ducq

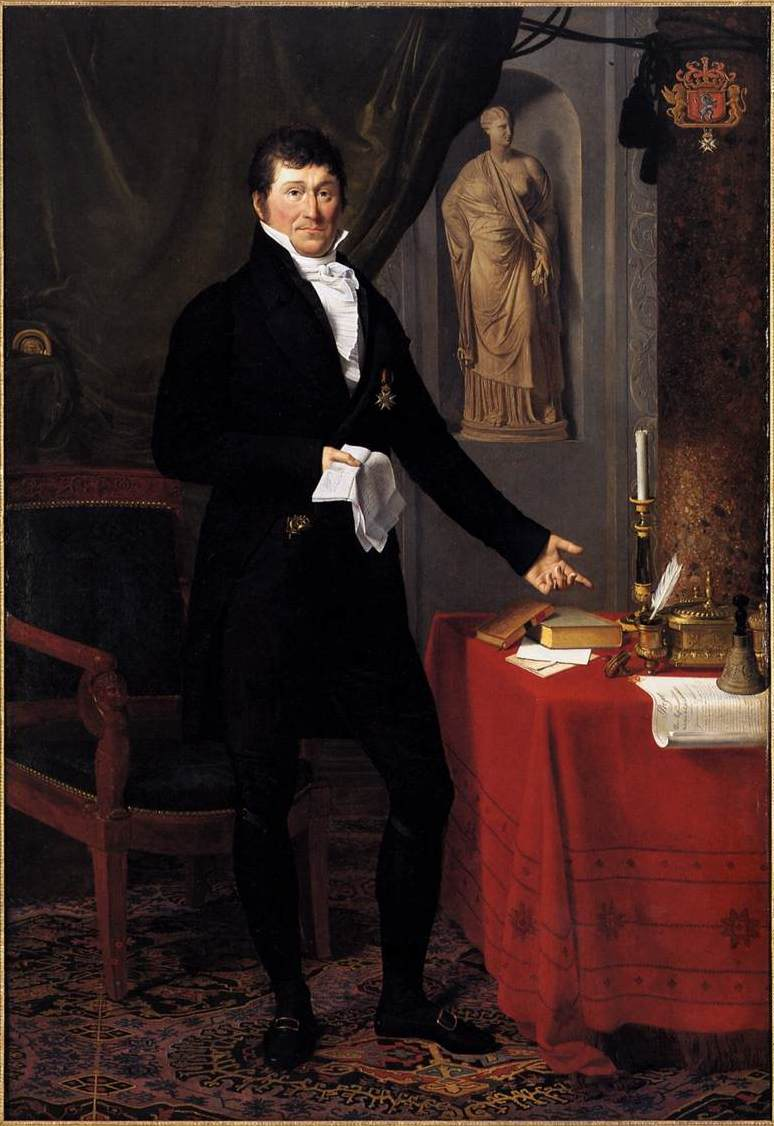
Le Baron Charles-Louis de Keverberg de Kessel, 1818, aujourd'hui au Groeningemuseum de Bruges

Joseph-François Ducq né à Ledeghem en Flandre occidentale en 1763[réf. nécessaire] et mort à Bruges le 9 avril 1829 est un peintre d'histoire et un portraitiste flamand.

## Biographie
Fils d'un médecin établi à Ledeghem qui l'envoya en pensionnat à Mouscron pour qu'il apprenne le français, le jeune Joseph-François Ducq manifesta dès la fin de ses études sa volonté de se destiner à une carrière artistique. 
Il se rendit en 1780 à Bruges pour étudier le dessin auprès de Paul de Cock, puis intégra en 1786 à Paris l'atelier du peintre d'origine flamande Joseph-Benoît Suvée (1743-1807) pour se perfectionner. Malgré l'obtention de récompenses — troisième prix d'après le modèle en 1788, premier prix d'après nature en 1792 — il décida en 1792, en pleine tourmente révolutionnaire, de quitter Paris et de rentrer à Bruges où il peint un Œdipe à Colone, sujet imposé par l'académie de Gand pour le concours projeté pour l'année 1794 et reporté à l'année 1796. Ducq, de retour à Paris dès 1795, s'abstint de présenter l'œuvre.
Durant son deuxième séjour à Paris (1795-1806), il remporta le second grand prix de Rome en 1800.
Il passa également un certain temps en Italie, mais retourna à Bruges en 1815 et devint professeur à l'Académie.
Joseph-François Ducq mourut à Bruges en 1829. Il était Chevalier de l'ordre royal du Lion.

## Salons
1799 : L'Amour chassant les mauvais Songes, peinture allégorique, largeur 270 cm, hauteur 65 cm.

## Œuvre
Parmi les principaux travaux de Joseph-François Ducq, on connaît :
- Méléagre (1804)
- Dévotion d'un Scythe (1810)
- Le mariage d'Angélique et de Medora (1812)
- Portrait de Mme Colette Versavel, épouse du médecin Isaac Joseph De Meyer (1822), huile, 145 × 110 cm, Musée des Beaux-Arts de Gand[4]
- Vénus sortant de la mer (Musées royaux des beaux-arts de Belgique )
- Guillaume Ier, roi des Pays-Bas (Académie de Bruges)
- Van Gierdergom (Académie de Bruges)

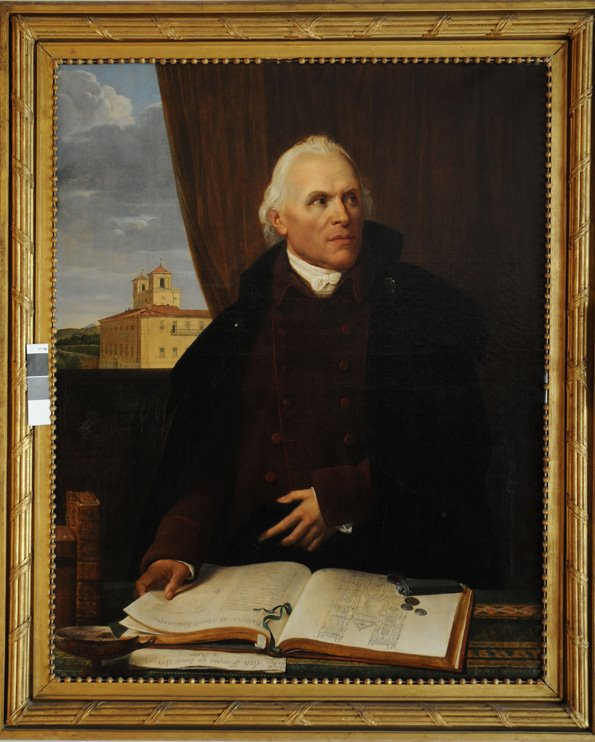
Pierre-Adrien Pâris, 1812, maintenant au  Musée des Beaux-Arts et d'archéologie de Besançon
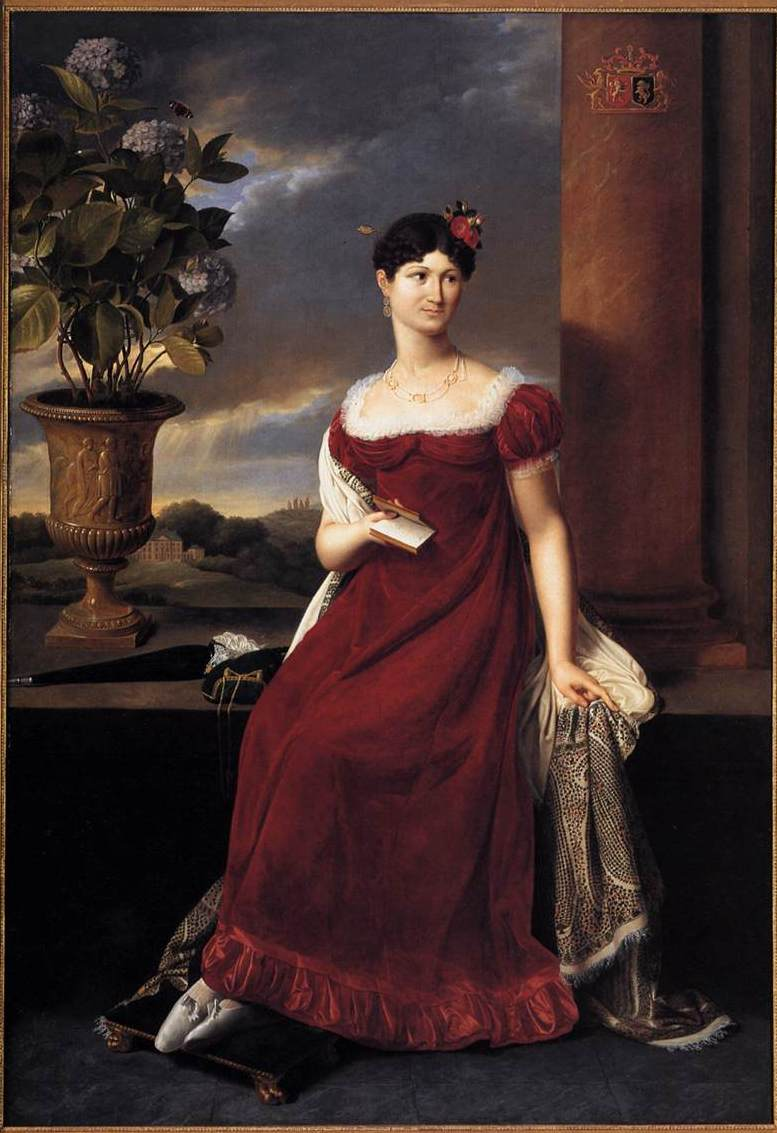
Mary Lodge, épouse du baron Charles-Louis de Keverberg de Kessel, 1818 (forme une paire avec le portrait du baron)
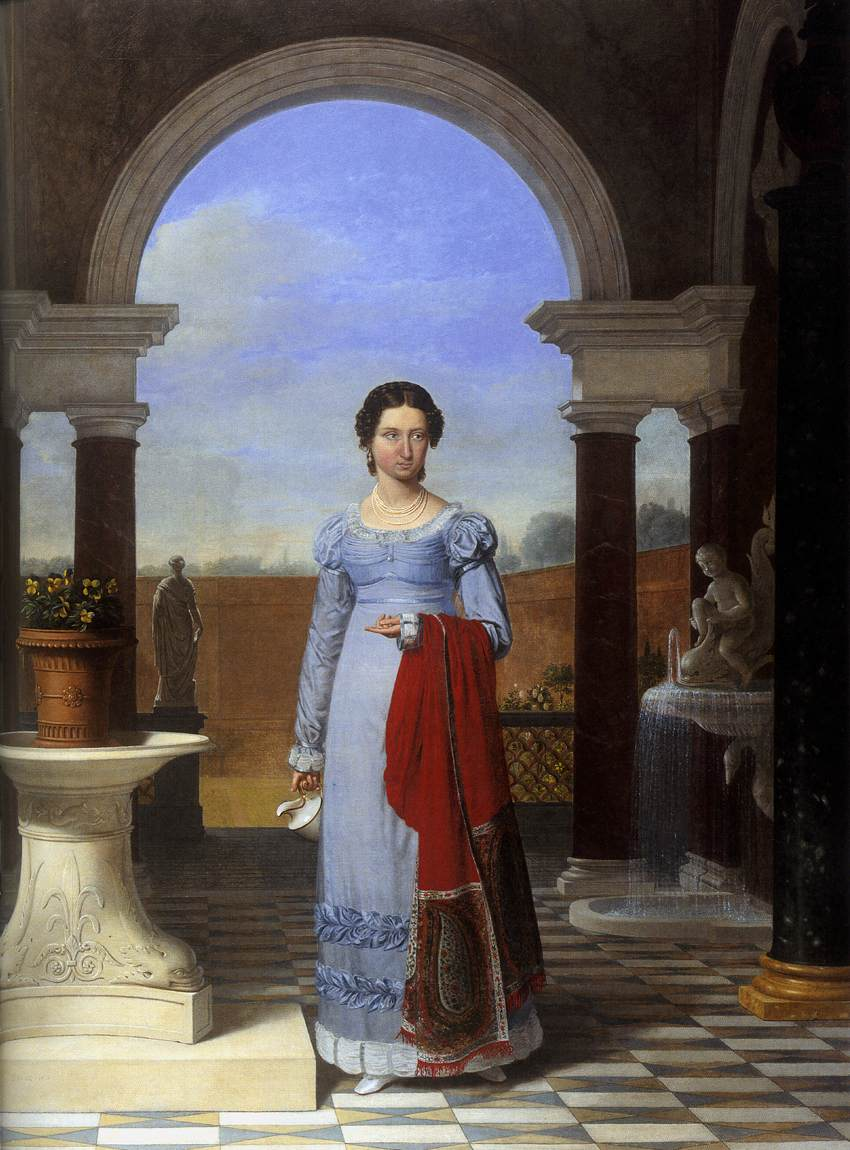
Portrait de Colette Versavel, épouse d'Isaac J. de Meyer, 1822, aujourd'hui au Musée des beaux-arts de Gand